# Clara Schumann
Clara Josephine Wieck Schumann, nemška pianistka in skladateljica, * 13. september 1819, † 20. maj 1896.
Clara je bila žena skladatelja Roberta Schumanna in ena vodilnih pianistov in skladateljev romantike. Bila je učiteljica klavirja, pianistka in skladateljica.